# Organotantaalchemie
In de organotantaalchemie worden stoffen bestudeerd waarin een directe binding optreedt tussen koolstof en tantaal.  Tantaal is een metaal, waarmee de organotantaalchemie een subdiscipline is van de organometaalchemie.
Het voornaamste oxidatiegetal van tantaal in de organotantaalverbindingen is +5, vooral ook omdat tantaal(V)chloride vaak als uitgangsstof gebruikt wordt voor de verbindingen.  Tantaal(V) is sterk oxofiel en vertoont daarmee overeenkomsten met de elementen in groep IV. Bovendien zijn organotantaalverbindingen, vanwege het oxofiele karakter, lastig te reduceren. In lagere oxidatietoestanden lijkt tantaal sterk op elementen in groep VI: zowel metaal-metaalbindingen als bindingen naar niet-metalen worden makkelijk gevormd.  Ook dubbele bindingen (in metaalcarbenen en nitrenen) treden op:
{\displaystyle \mathrm {(C_{5}H_{5})Ta(CH_{2}Ph)_{3}Cl\ +\ C_{6}H_{5}P{=}CH_{2}\ \longrightarrow \ (C_{5}H_{5})Ta({=}CHPh)(CH_{2}Ph)_{2}} }

## Navigatie
Navigatie Koolstof-elementbinding